# Barbara Castle
Barbara Anne Castle (Chesterfield, Derbyshire; 6 de octubre de 1910–3 de mayo de 2002), fue una política británica del Partido Laborista miembro del Parlamento desde 1945 a 1979. Segunda diputada más longeva después de Gwyneth Dunwoody. Considerada una de la más significativas políticas del Partido Laborista, desarrolló una amistad cercana con el Primer ministro del Reino Unido Harold Wilson y tuvo distintas funciones en el Gabinete. Hasta ahora ha sido la única mujer como Primer Secretario de Estado.

## Biografía
Castle se licenció en la Universidad de Oxford, y trabajó como periodista para el Tribune y el Daily Mirror antes de ser elegida al Parlamento como MP por Blackburn en las elecciones generales del Reino Unido en 1945 . Fue Secretaría particular Parlamentaria de Stafford Cripps, y más tarde de Harold Wilson, marcando el principio de su camaradería. Castle fue un fuerte apoyo de Wilson durante su campaña para convertirse en dirigente del Partido Laboral. Después de su victoria en las elecciones generales de 1964 Wilson nombró Castle como Ministra de desarrollo en el extranjero en su gabinete y más tarde Ministra de Transporte. En este último puesto demostró ser una reformista eficaz introduciendo límites de velocidad permanente por primera vez en carreteras británicas así como legislando pruebas de alcoholemia y poniendo como obligatorios los cinturones de seguridad. En 1968, Wilson nombró a Castle Primer Secretario de Estado, el segundo miembro con más rango entre los miembros del Gabinete y Secretaria de Estado de Empleo. Como secretaria de empleo abogó por la aprobación de la legislación In Place of Strife que habría revisado en gran medida el marco operativo del sindicato británico. La propuesta dividió el gabinete y finalmente fue retirada. También se destacó por su exitosa intervención en la huelga de las maquinistas costureras de Ford contra la discriminación salarial por motivos de género, expresando su apoyo a las huelguistas y supervisando la aprobación de la Ley de Igualdad Salarial. Después de que los laboristas perdieran inesperadamente las elecciones de 1970, algunos culparon al papel de Castle en el debate sobre el sindicato por la derrota, una acusación a la que se resistió. En las elecciones de 1974 volvió al partido y Wilson la nombró Secretario de Estado para Salud y Servicios Sociales, donde creó la pensión del cuidador y el paso del los beneficios del Niño en el Reino Unido. Se opuso a que Gran Bretaña permanecería en la Comunidad Económica Europea durante el referéndum de 1975. En 1976 cuando James Callaghan reemplazo a Wilson como Primer ministro en 1976 Castle fue despedida inmediatamente del Gabinete, por lo que los dos no se llevarían bien durante el resto de sus vidas. Castle decidió retirarse de Parlamento en las elecciones generales de 1979 Castle apostó deprisa por presentarse a la Eurocámara representando Gran Mánchester de 1979 a 1989; durante este tiempo, fue la Dirigente  del European Parliamentary Labour Party de 1979 a 1985, invirtiendo públicamente su Euroescepticismo. Se convirtió en miembro de la Cámara de los Lores, lo que la aseguro un par vitalicio, en 1990, y continuo activa en política hasta su muerte en 2002 a la edad de 91 años. Murió de neumonía y enfermedad pulmonar crónica en Hell Corner Farm, su casa en Ibstone, Buckinghamshire, el 3 de mayo de 2002.  

### Trayectoria

#### Primeros años
Barbara Anne Betts nació el 6 de octubre de 1910 en 64 Derby Road en Chesterfield, la más joven de tres niños de Frank Betts y su mujer Annie Rebecca. Fue criada en Pontefract y Bradford en una casa políticamente activa e introducida en el socialismo a una edad temprana. Su hermana mayor Marjorie fue pionera convirtiéndose en la Autoridad de Educación de Londres , mientras que su hermano Tristram (casi siempre llamado Jimmie) comprometió en trabajo de campo con Oxfam en Nigeria.Castle se unió al Partido Laboral como adolescente. Su padre fue inspector de impuestos eximido del servicio militar durante la Primera Guerra Mundial debido a su alto rango en una ocupación reservada pudo ser debido a la naturaleza de su profesión, la recogida de impuestos, o que fue ascendiendo laboralmente y trasladado con frecuencia a lo largo del país. Cuando llegaron a Bradford en 1922, la familia Betts rápidamente se implico en el Partido Laboral Independiente. Su madre fue elegida concejala laboral en Bradford cuando Barbara ya se había independizado del hogar familiar. 

#### Educación
Castle en Bradford a la edad de doce fue a la escuela de gramática de chicas. Académicamente fue excelente y ganó numerosos premios en la escuela, organizó unas elecciones simuladas en la escuela presentándose como candidata laboral. En su último año fue nombrada Head Girl. Continuó estudiando en la universidad de Hugh, Oxford, y se graduó con un grado de tercera-clase BA en Filosofía, Política y Economía. Empezó su actividad política en Oxford, sirviendo como Tesorera de Club Laboral Universitario de Oxford, la posición más alta que una mujer podía tener en el club en esos tiempos. Intentó luchar para aceptar la atmósfera universitaria que sólo había empezado recientemente cuestionando sus tradicionalmente actitudes sexistas y despreciaba la naturaleza elitista de algunos elementos de la institución calificando a la Oxford Unión como "esa clase cadete del establecimiento".

#### Carrera Política
Castle fue elegida miembro del Ayuntamiento de St Pancras Metropolitan en 1937 (donde permaneció hasta 1945), y en 1943 habló en la Conferencia anual del Partido Laborista por primera vez. Durante la Segunda Guerra Mundial, trabajó como oficial administrativa superior en el Ministerio de Alimentación y fue directora de Precauciones contra los ataques aéreos (ARP) durante el Blitz. Se convirtió en reportera de la revista de izquierda Tribune, donde mantuvo una relación sentimental con William Mellor, que se convertiría en su editor, hasta su muerte en 1942. Tras su matrimonio con Ted Castle en 1944, se convirtió en corresponsal de vivienda en el Daily Mirror.
- Parlamentaria de 1945 a 1979

En las elecciones generales de 1945 ganó el Partido Laborista y Castle fue elegido como miembro del Parlamento por Blackburn. Como Blackburn era entonces una circunscripción de dos miembros, multi-member constituencies, y fue elegida junto al candidato laborista y amigo John Edwards. Castle se había asegurado su lugar como candidata parlamentaria a través de las mujeres del Partido Laborista de Blackburn, que había amenazado con renunciar a menos que se la añadiera a la lista de hombres que, por lo demás, estaba compuesta exclusivamente por hombres. Castle fue la más joven de las mujeres elegidas. Aunque había crecido en ciudades industriales del norte, no tenía ninguna conexión previa con Blackburn. Deseosa de no aparecer como candidata paracaídas, estudió tejido e hilado y pasó un tiempo viviendo con una familia local. En su discurso inaugural, destacó los problemas que enfrentan los militares que atraviesan la desmovilización. Tras entrar en la Cámara de los Comunes Castle fue nombrada Secretaria Privada Parlamentaria (PPS) de Sir Stafford Cripps, presidente de la Junta de Comercio quien la había conocido como miembro de la Liga Socialista de antes de la guerra. Wilson sucedió a Cripps en 1947 y retuvo a Castle como su PPS, lo que marcó el comienzo de la larga relación política de la pareja. Adquirió más experiencia como delegada suplente del Reino Unido ante la Asamblea General de las Naciones Unidas de 1949 a 1950, mostrando especial preocupación por los problemas sociales y humanitarios. Pronto se ganó la reputación de izquierdista y oradora entusiasta. Durante la década de 1950, fue una bevanita de alto perfil y se hizo un nombre como defensora de la descolonización y el movimiento contra el apartheid.
- Ministra de gabinete de 1964 a 1965

El laborismo regresó al gobierno bajo el liderazgo de Harold Wilson en octubre de 1964, tras unas elecciones generales y derrotando a Alec Douglas-Home, candidato conservador, al que se impuso por una escasa mayoría de cuatro escaños. Así se puso fin a 13 años de sucesivos gobiernos conservadores. Wilson había seleccionado su gabinete cuatro meses antes de las elecciones; Castle sabía que Wilson tenía la intención de colocarla dentro de su gobierno, lo que la convertiría en la cuarta mujer en la historia británica en ocupar un cargo en un gabinete, después de Margaret Bondfield, Ellen Wilkinson y Florence Horsbrugh.
Castle entró en el gabinete como primera Secretaria de Estado de Desarrollo Internacional, un ministerio creado para ella, junto a la Sociedad Fabiana que había elaborado planes. Durante el último año había actuado como portavoz de la oposición sobre el desarrollo en el extranjero. Los planes de Castle eran amplios, aunque el presupuesto del ministerio era modesto. Se dedicó a tratar de desviar poderes de otros departamentos relacionados con la ayuda exterior, incluidos el Ministerio de Relaciones Exteriores y el Tesoro, tuvo un éxito parcial en sus objetivos y provocó una disputa interna de Whitehall en el proceso. 
En junio de 1965, Castle anunció que los préstamos de ayuda sin intereses estarían disponibles para ciertos países (no exclusivamente dentro de la Commonwealth). Anteriormente había criticado al gobierno conservador por otorgar préstamos que solo renunciaban hasta los primeros siete años de intereses, lo que consideraba contradictorio. En agosto, Castle publicó su informe oficial sobre el desarrollo en el extranjero: el trabajo de un nuevo ministerio. Los compromisos financieros del ministerio fueron omitidos del informe después de un prolongado enfrentamiento entre Castle y sus colegas del gabinete James Callaghan (Ministro de Hacienda) y George Brown (Secretario de Estado de Asuntos Económicos). Los laboristas habían hecho un manifiesto con la promesa de aumentar el gasto bruto en ayuda al 1% del producto nacional bruto, casi el doble del gasto conservador. Sin embargo, la economía nacional era inestable, el resentimiento público hacia la Commonwealth estaba creciendo debido a la inmigración y dentro del Gabinete la ayuda se veía con indiferencia o desprecio. Castle luchó con Callaghan y Brown por la asignación presupuestaria del departamento; llegaron a un compromiso tras la intervención de Wilson, pero la suma sólo representó un pequeño aumento en el gasto.
- Ministra de transporte de 1965 a 1968

Inicialmente fue reticente a encabezar el departamento pero aceptó el rol tras una reorganización como Secretaria de Estado para el Transporte desde el 23 de diciembre de 1965 al 6 de abril de 1968 en un cambio de gabinete después de que Wilson la persuadiera. En febrero de 1966, Castle se dirigió al Parlamento pidiendo un cambio profundo en las actitudes públicas para reducir las cifras crecientes de víctimas mortales en las carreteras y afirmó: "Hitler no logró matar en Gran Bretaña a tantos civiles como han muerto en nuestras carreteras desde la guerra". Las estadísticas corroboran que entre1945 y mediados de la década de 1960 que aproximadamente150.000 personas murieron y varios millones resultaron heridos en las carreteras de Gran Bretaña. Introdujo el alcoholímetro para combatir la crisis reconocida de personas que conducían bebidas. En los 12 meses posteriores a la introducción del alcoholímetro, las cifras del gobierno revelaron que las muertes en las carretera se habían reducido en un 16.5%. Castle también hizo permanente el límite de velocidad nacional a 70 mph. Después de cuatro meses en el que el ministro de Transporte saliente Tom Fraser lo probará en 1967 hizo permanente el límite de velocidad tras un informe controvertido del Laboratorio de Investigación de Carreteras que concluía que las víctimas de la autopista habían disminuido 20% desde su introducción.
Durante una gira por la ciudad de Nueva York en octubre de 1966 donde Castle estaba examinando el impacto de los problemas de tráfico en las ciudades estadounidenses comenzó a planear la introducción de un cargo por congestión en Londres que se introduciría tan pronto como se resolvieran los detalles técnicos de la recaudación de tarifas. Castle instó al Comisionado de Transporte de Nueva York a adoptar la misma política describiendo los planes para más carreteras como contraproducentes afirmando que la solución eran mejores y más sistemas de transporte público.
Castle también aprobó la construcción del Puente del Humber, que fue el puente colgante más largo del mundo inaugurado en 1981. 

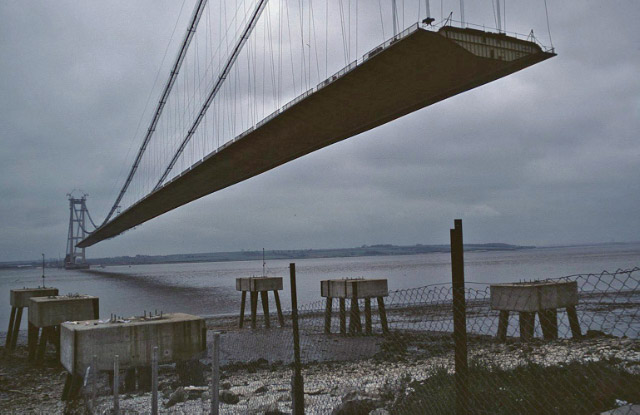
Castle autorizó la construcción del Puente Humber (en la foto de 1980, antes de su finalización)

A finales de 1965 el diputado laborista de la cercana Kingston upon Hull del norte murió lo que provocó una elección parcial. El escaño marginal era de importancia crítica para el gobierno y su pérdida habría reducido la mayoría laborista en la Cámara de los Comunes a solo una. Harold Wilson invocó a Castle a encontrar la financiación necesaria y prometer la construcción del puente como endulzante electoral. La medida valió la pena, con Labor ocupando el asiento. Presidió el cierre de aproximadamente 2,050 millas de vías férreas mientras promulgaba su parte de los recortes de Beeching, una traición a los compromisos preelectorales del Partido Laborista para detener las propuestas. Sin embargo, rechazó el cierre de varias líneas, como la Looe Valley Line en Cornwall, e introdujo los primeros subsidios ferroviarios del gobierno para ferrocarriles socialmente necesarios pero no rentables en la Ley de Transporte de 1968. Uno de sus logros más memorables como ministra de Transporte fue aprobar una ley que decretaba que todos los automóviles nuevos debían estar equipados con cinturones de seguridad. A pesar de haber sido nombrada para el Ministerio de Transporte, un cargo que originalmente no le entusiasmaba, Castle no podía conducir por sí misma, y fue llevada con chofer a sus funciones. La política laborista Hazel Blears recordó haber conducido a Castle en una época cuando era una joven activista del Partido Laborista en la década de 1980. A pesar de no tener licencia de conducir, generó controversia cuando les dijo a los líderes del gobierno local que dieran más énfasis al acceso de vehículos motorizados en áreas de zonas urbanas ya que la mayoría de los peatones caminan hacia o desde sus automóviles.
- Primera Secretaria de Estado y Secretaria de Estado para la Ocupación, de 1968 a 1970

Como secretaria de Estado para la ocupación y nombrada primera secretaria de Estado por Wilson se puso en el corazón del gobierno. Nunca estuve lejos de la controversia alcanzada cuando los sindicatos se rebelaron contra sus propuestas para reducir sus poderes en su libro blanco, white paper, de 1969 In Place of Strife lo que provocó además una ruptura del gabinete importante, con amenazas de dimisiones y temperamentos alterados incluso James Callaghan rompió filas para tratar públicamente a socavar el proyecto de ley. Todo el episodio la alejó de muchos de sus amigos de la izquierda, con el periódico Tribune criticando fuertemente el proyecto de ley, que sostenían que atacaba a los trabajadores sin atacar a los patrones. A menudo se dice que la división es en parte responsable de la derrota laborista en las elecciones generales de 1970. El eventual acuerdo con los sindicatos eliminó la mayoría de las cláusulas contenciosas. Castle también ayudó a hacer historia cuando intervino en la huelga de maquinistas de costura de Ford de 1968, en la que las mujeres de la planta de Dagenham Ford exigieron que se les pagara lo mismo que a sus homólogos masculinos. Ella ayudó a resolver la huelga, que resultó en un aumento salarial para las trabajadoras de Ford, lo que las elevó al 92 por ciento de lo que recibieron los hombres. Más significativamente, como consecuencia de esta huelga, Castle aprobó la Ley de Igualdad Salarial de 1970. Una película británica de 2010, Made in Dagenham, se basó en la huelga de Ford. Fue interpretada por Miranda Richardson. En abril de1970, el marido de Castle, Ted, perdió su puesto de concejal del Greater London Council. Estaba devastado y, aunque apoyaba los logros de su esposa, se consideraba un fracaso frente a ella. Molesta y preocupada por la angustia de su marido, Castle intento persuadir a Wilson para que le concediera a Ted un título nobiliario.
- Oposición

En mayo de 1970, Wilson llamó una elección general junto al Partido Conservador dirigido por Edward Heath disfrutando de una victoria sorpresa a pesar de la encuesta de opinión indicando una ventaja firme para los laborales. En el periodo inmediatamente posterior de la derrota del gobierno se encontró fuera con Wilson quien tuvo una reunión del Gabinete interna en Downing Street, a la que Castle no fue invitada. Su reputación dentro del partido había sido dañada por el fracaso de In Place of Strife y Wilson la censuró, alegando que su plan dividiría al partido. En un acto de retribución por su desafío al liderazgo adjunto a Wilson impidió la nobleza de Ted Castle que casi había prometido antes de las elecciones generales. Castle permaneció como portavoz de la sombra laborista sobre Empleo. El nuevo Gobierno presentó muchas de sus sugerencias de política como parte de su Ley de Relaciones Laborales. Cuando estaba atacando el proyecto de ley conservador, el gobierno simplemente señaló su propio libro blanco, tras lo cual Wilson la reorganizó primero en la cartera de salud y luego en el gabinete en la sombra.
- Regreso al Gabinete

A pesar de haber estado en los banquillos de los laboristas desde 1972, en 1974, después de la derrota de Edward Heath por Harold Wilson Castle se convirtió en secretario de Estado de Salud y Servicios Sociales. Mientras desempeñaba este puesto, Castle introdujo una amplia gama de innovadoras reformas de bienestar, incluida la introducción del subsidio de movilidad, el subsidio de atención por invalidez (julio de 1976) para mujeres solteras y otras personas que renuncian a sus trabajos para cuidar a familiares con discapacidades graves, el introducción de una pensión de invalidez no contributiva para las personas discapacitadas que no habían tenido derecho a una pensión de invalidez, reformas en las asignaciones por hijos a cargo y vinculación de la mayoría de las prestaciones de la seguridad social a los ingresos en lugar de a los precios. En el debate del referéndum de 1975 adoptó una postura euroescéptica. Durante un debate con el líder liberal Jeremy Thorpe, él le preguntó si, en caso de que la votación fuera afirmativa, se quedaría como ministra a esto ella respondió: "Si el voto es sí, mi país me necesitará para salvarlo". A pesar de sus opiniones más tarde se convirtió en miembro del Parlamento Europeo (1979-1989). Su apoyo público a dejar la CEE enfureció a Wilson. Castle registró en su diario y en su posterior autobiografía que Wilson la convocó a Downing Street donde la acusó airadamente de deslealtad y que, como la había traído de vuelta al gabinete en contra de los deseos y consejos de los demás, se merecía algo mejor de ella. Castle afirmó que se ofreció a renunciar, pero Wilson se calmó y continuó haciendo campaña para irse en el referéndum. En 1975, Castle introdujo la Ley de prestaciones por hijos a cargo, que sustituyó a la Ley de prestaciones familiares de 1945. La ley proporcionó un nuevo apoyo para el primer hijo de la familia, a diferencia del sistema anterior, que proporcionaba prestaciones para el segundo hijo y los siguientes. Castle también se aseguró de que la prestación por hijo se pagara directamente a las madres, no a los padres, a diferencia de la prestación familiar, el sistema anterior. La legislación se enfrentó a la oposición de los sindicatos cuyos miembros masculinos recibirían menos salario neto con la pérdida del subsidio familiar. Castle permaneció en el gabinete hasta la renuncia de Wilson en marzo de 1976. El jefe de la unidad de políticas de Downing Street, Bernard Donoughue registra en su diario que advirtió a Wilson que la persecución tenaz de Castle de posturas políticas personales sobre salud pública ya que arruinaría el NHS. Donoughue afirma que Wilson estuvo de acuerdo, pero admitió que dejaría que su sucesor lo resolviera. Castle perdió su lugar como ministra del gabinete cuando su acérrimo enemigo político James Callaghan sucedió a Wilson como primer ministro tras una elección de liderazgo. Aunque dejó el gabinete de Wilson prácticamente sin cambios, despidió a Castle casi inmediatamente después de asumir el cargo, en medio de un complejo proyecto de ley de salud que ella estaba dirigiendo a través de la Cámara de los Comunes en ese momento. Aunque todavía no se había decidido por su sucesor en el momento en que la despidió, Callaghan la destituyó con el pretexto de que quería reducir la edad media de su gabinete, lo que ella consideró como una "razón falsa".Castle se enojó al descubrir que Wilson había roto una confianza privada al informar a Callaghan que tenía la intención de retirarse del gabinete antes de las próximas elecciones.

#### Parlamento Europeo de 1979 a 1989
A pesar de su postura euroescéptica, menos de un mes después de dejar Westminster en las elecciones generales de 1979, se presentó y fue elegida al Parlamento Europeo, escribiendo en el Tribune que la política no trata solo de políticas sino se trata de luchar por ellas en todos los aspectos disponibles y en cada oportunidad. En 1982 escribió en el New Statesman en el que el Partido Laborista debería abandonar su oposición a la membresía británica de la CEE, diciendo que Gran Bretaña debería luchar en su esquina dentro de ella. Esto llevó a su antiguo aliado Ian Mikardo a decirle: "Tu nombre es barro". Representó al Norte de Gran Mánchester de 1979 a 1984, y luego fue elegida por otros cinco años para representar al Oeste de Gran Mánchester de 1984 a 1989. En esos momentos fue la única eurodiputada británica ocupando un puesto en el gabinete.
En el Parlamento Europeo, Castle encabezó la delegación laborista, sirviendo como vicepresidente del Grupo Socialista y como miembro de la Comisión de Agricultura, Pesca y Desarrollo Rural y también de la Delegación para las Relaciones con Malta.

#### Vida personal
En 1974, Ted Castle se convirtió en su compañero de por vida. Esto significaba que Barbara se convirtió formalmente en Lady Castle pero se negó a usar este título de cortesía. Ted Castle murió en 1979. El 16 de julio de 1990, fue creada como compañera vitalicia por derecho propio, como Baronesa Castle of Blackburn,de Ibstone en el condado de Buckinghamshire. Permaneció activa en la política hasta su muerte, atacando al entonces canciller, Gordon Brown, en la conferencia del Partido Laborista en 2001 por su negativa a vincular las pensiones con los ingresos. Castle fue una crítica del blairismo y el "partido laborista", en particular con las ideologías económicas blairistas que percibía como la aceptación de la economía de mercado, la globalización indiscutible y el dominio de las multinacionales. También les acusó de distorsionar y descartar el pasado del Partido Laborista, afirmando en una entrevista publicada en la revista New Statesman en 2000, el centenario del partido:
"No parecen haberse dado cuenta de que todos los gobiernos, cualquiera que sea su complexión, terminan en un aparente fracaso. Macmillan triunfó en 1959 y poco después estaba mordiendo el polvo.Heath ganó en 1970 y pasó tres años y medio haciendo giros en U, mirando para la respuesta perfecta. Thatcher fue una mujer notable, pero su mandato terminó en la ignominia. Pero el liderazgo actual parece preocupado por el fracaso del Partido Laborista en el poder y en la oposición ".

#### Legado
Castle ha sido reconocida como la política laborista más importante del siglo XX. Una oradora adepta y apasionada que se ganó la reputación de ser un cruzado de voluntad fuerte, a veces resuelto. El comentarista político Andrew Marr escribió sobre Castle en 1993 que el desempeño ha estado en el centro de su carrera. Hace una excelente televisión y era una buena oradora de los Comunes. Pero realmente estaba hecha para la plataforma, ya sea en las conferencias laboristas o durante las campañas electorales. Allí mostró su ingenio, confianza en sí misma y teatralidad. Un buen discurso de Castle es inolvidable.
Bill Deedes, político conservador y editor de The Daily Telegraph, admiraba por "su asombrosa tenacidad, su capacidad para salirse con la suya en el gabinete y en casi todas partes", aunque se burlaba de su política. Para sus aliados, Castle era leal y los defendería ferozmente. Su colega Roy Hattersley le atribuyó el mérito de salvar su carrera al insistir en que seguía siendo su ministro menor cuando Harold Wilson intentó despedirlo. Sin embargo, no perdonó a sus enemigos; cuando se le preguntó sobre James Callaghan en una entrevista de 2000 en el New Statesman, Castle dijo: "Creo que es más seguro si no comento sobre él". El diputado laborista Gerald Kaufman la calificó despectivamente de "la Norma Desmond de la política [...] siempre lista para su primer plano", y se destacó por prestar siempre especial atención a su apariencia. Varias veces descrita como sofisticada, elegante y glamurosa también se caracterizó por ser vanidosa, mientras que sus críticos la llamaron egocéntrica. El exlíder laborista Neil Kinnock recordó que estaba angustiada cuando su peluquero canceló antes de una aparición en televisión; En respuesta, Castle dijo: "Si eres una mujer en el ojo público, tener el cabello bonito es una preocupación constante". Sus citas semanales con su peluquero eran "un compromiso esencial del viernes" según Hattersley, aunque ocasionalmente usaba una peluca, a la que apodó Lucy, para apariciones públicas sin el beneficio de su peluquero a mano. En 2008, The Guardian nombró a Castle como uno de los cuatro "héroes más grandes del laborismo" y en 2016 fue nombrada en la lista de poder de Woman's Hour de la BBC Radio 4 como una de las siete mujeres que se considera que han tenido el mayor impacto en la vida de las mujeres durante durante los últimos 70 años, junto a Margaret Thatcher, Helen Brook, Germaine Greer, Jayaben Desai, Bridget Jones y Beyoncé. Varias mujeres políticas han citado a Castle como una inspiración para embarcarse en sus carreras, incluidas la secretaria de Relaciones Exteriores en la sombra, Emily Thornberry, Tulip Siddiq y la exdiputada conservadora Edwina Currie. Desde la muerte de Castle, se han propuesto varios planes para conmemorarla con una estatua en la ciudad de Blackburn, su distrito electoral. En la ciudad, una carretera de doble calzada que constituye parte de la carretera de circunvalación se llama Barbara Castle Way. Conmemorada en un sello postal emitido como parte de la serie Women of Distinction de Royal Mail en 2008 por poner a prueba la Ley de Igualdad Salarial, Equal Pay Act,en el parlamento. 
Castle fue interpretada por la actriz británica Miranda Richardson en la película de 2010 Made in Dagenham, que trata sobre la huelga de 1968 en la planta de ensamblaje de Ford de Dagenham. Más tarde fue interpretada por la actriz de teatro Sophie-Louise Dann en la adaptación musical de la película en el West End de 2014. En la tercera temporada del drama de Netflix The Crown, Castle fue interpretada por Lorraine Ashbourne. En el drama de la BBC1 "El juicio de Christine Keeler" (2019-2020) interpretada por Buffy Davis.

## Premios y reconocimientos

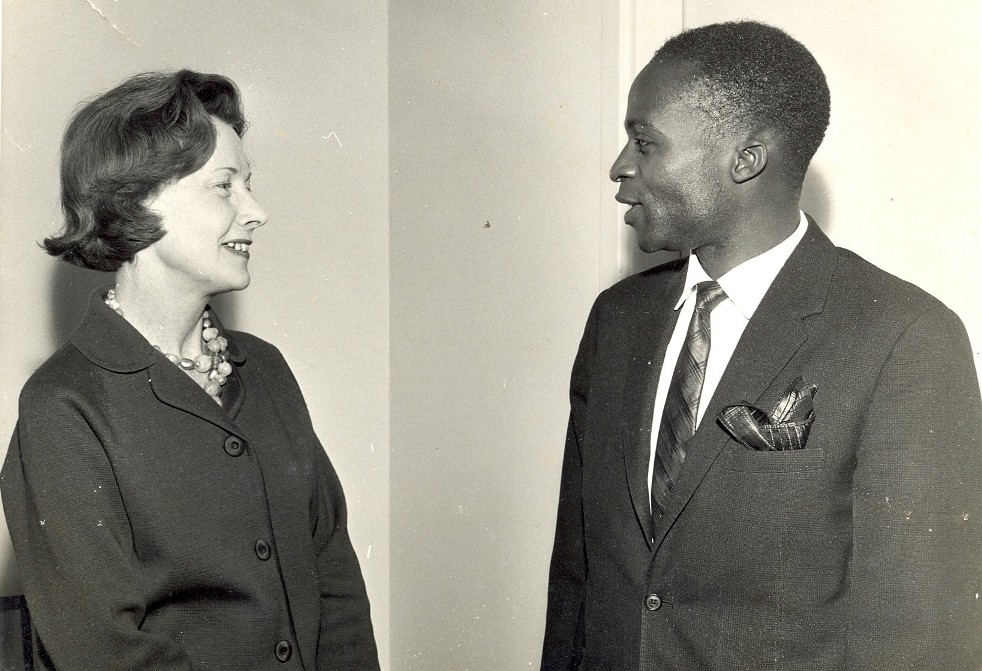
Castle como Ministro de Desarrollo de Ultramar reunido John Tembo, Ministro de Finanzas de Malaui, 1965

- Recibió el premio de la Orden de los Compañeros de Oliver Tambo en Plata, un premio sudafricano otorgado a ciudadanos extranjeros por su amistad con ese país. En una declaración el gobierno sudafricano reconoció la destacada contribución excepcional de Castle a la lucha en contra apartheid y el establecimiento de un no sexista, no racial y democrática. Esto se puede ver a lo largo de su carrera con el apoyo activo al Movimiento anti-apartheid (AAM) en Gran Bretaña desde el inicio de su existencia y su interés continuado y devoción a asuntos coloniales dentro del Parlamento.[22]

- 2002 recibió póstumamente otorgó un título honorífico de la Open University. El premio, Doctor de la Universidad, entregado a los Servicios Públicos por trabajos en áreas de especial interés educativo para la OU.[23]

- En 1990 Cruz del Orden del Mérito de la República Federal Alemana por sus servicios a democracia europea.
- En septiembre de 2008 del norte Raíl, Blackburn con el Consejo de Burgo Darwen y PTEG. La placa fue revelada por la sobrina de Barbara, Sonya Hinton, y la diputada Ruth Kelly (entonces Secretaria de Estado para el Transporte) con un folleto conmemorativo producido por PTEG.